# Episodi de I Jefferson (prima stagione)
La prima stagione della serie televisiva I Jefferson è stata trasmessa dal 18 gennaio al 12 aprile 1975 sul canale CBS, posizionandosi al 21º posto nei rating Nielsen di fine anno con il 21,5% di penetrazione.
George e Louise Jefferson sono una coppia nera, lui imprenditore (ha una catena di lavanderie), lei casalinga. Apparsi inizialmente nella serie televisiva Arcibaldo, dove vivevano in un piccolo appartamento nel Queens (a fianco dei Bunker, protagonisti della sitcom), iniziarono ad arricchirsi nel settore delle lavanderie, arrivando ad aprirne ben sette, come asserisce George in un dialogo nell'episodio 18 dell'undicesima serie. Stabilitisi in un elegante appartamento dell'Upper East Side di Manhattan, questa famiglia nera rappresenta, con situazioni più o meno esilaranti, il punto d'incontro tra due differenti stili di vita e due mondi culturali: quello povero di Harlem, dal quale proviene e da cui è riuscita a tirarsi fuori, e quello attuale. Il filo conduttore della serie è quindi il tema dell'inserimento di una famiglia di colore nel tessuto sociale dell'alta borghesia, composta per la stragrande maggioranza da bianchi, lasciando allo spettatore, dietro le risate, le analisi sulle differenze dei valori che si contrappongono
| nº | Titolo originale             | Titolo italiano                 | Prima TV USA     | Prima TV Italia |
| -- | ---------------------------- | ------------------------------- | ---------------- | --------------- |
| 1  | A Friend in Need             | Un amico bisognoso              | 18 gennaio 1975  |                 |
| 2  | George's Family Tree         | L'albero genealogico di George  | 25 gennaio 1975  |                 |
| 3  | Louise Feels Useless         | Louise si sente inutile         | 1º febbraio 1975 |                 |
| 4  | Lionel the Playboy           | Lionel, il Playboy              | 8 febbraio 1975  |                 |
| 5  | Mr. Piano Man                | Mr. Piano Man                   | 15 febbraio 1975 |                 |
| 6  | George's Skeleton            | Una vecchia conoscenza          | 22 febbraio 1975 |                 |
| 7  | Lionel Cries Uncle           | Zio Tom                         | 1º marzo 1975    |                 |
| 8  | Mother Jefferson's Boyfriend | Il fidanzato di Mamma Jefferson | 8 marzo 1975     |                 |
| 9  | Meet the Press               | Un incontro importante          | 15 marzo 1975    |                 |
| 10 | Rich Man's Disease           | La malattia dell'uomo ricco     | 22 marzo 1975    |                 |
| 11 | Former Neighbors             | Ex vicini                       | 29 marzo 1975    |                 |
| 12 | Like Father, Like Son        | Tali padri tali figli           | 5 aprile 1975    |                 |
| 13 | Jenny's Low                  | Un ritorno inaspettato          | 12 aprile 1975   |                 |

## Un amico bisognoso
- Titolo originale: A Friend in Need
- Diretto da: Jack Shea
- Scritto da: Barry Harman, Harve Brosten (soggetto), Don Nicholl, Michael Ross, Bernie West, Barry Harman, Harve Brosten (sceneggiatura)

### Trama
George e Louise Jefferson, con il loro figlio Lionel, si sono appena trasferiti da Harlem in un elegante appartamento di Manhattan. George vuole assumere una domestica, ritenendo la sua presenza all'altezza del nuovo livello sociale della famiglia. Louise, che ha lavorato come domestica quando tirare avanti era difficile, è contraria. Convinta dalle critiche di Mamma Jefferson, che ritiene la nuora megalomane, e dai consigli di Helen, decide alfine di assumere Florence, che inizia a lavorare al momento a mezzo servizio.

## L'albero genealogico di George
- Titolo originale: George's Family Tree
- Diretto da: Jack Shea
- Scritto da: Perry Grant, Dick Bensfield

### Trama
Louise invita Mamma Jefferson a pranzo, sapendo però che si fermerà anche a cena. Intanto vengono a far visita Tom ed Helen Willis (vicini di casa dei Jefferson) per regalare loro una magnifica statuetta proveniente dall'Africa. A George questo manufatto non piace, almeno finché non scopre di discendere dalla tribù dei Dagomba, un'antica famiglia reale.

## Louise si sente inutile
- Titolo originale: Louise Feels Useless
- Diretto da: Jack Shea
- Scritto da: Lloyd Turner, Gordon Mitchell

### Trama
La nuova vita agiata della famiglia male si addice a Louise. Ora che una domestica si occupa della casa nessuno ha più bisogno di lei, e si annoia mortalmente. Visto il rifiuto di George di farla lavorare in uno dei suoi negozi, in preda allo sconforto, accetta frettolosamente la proposta di un negoziante incontrato a casa dei Willis. Solo a cose fatte scopre che si tratta del signor Wexler, un lavandaio grande concorrente di George.
- Guest Star: Milton Selzer (Mr. Wexler)

## Lionel, il Playboy
- Titolo originale: Lionel, the Playboy
- Diretto da: Jack Shea
- Scritto da: Roger Shulman, John Baskin

### Trama
La nuova vita da ricchi si rivela poco adatta anche a Lionel, che alza spesso il gomito nei locali notturni, rincasa in piena notte e trascura la scuola. George sostiene inizialmente che non ha senso vivere da poveri quando si hanno i soldi, ma si arrabbia quando scopre da Louise che il loro figlio pensa di lasciare del tutto gli studi. A risolvere i problemi ci penserà Mamma Jefferson.

## Mr. Piano Man
- Titolo originale: Mr. Piano Man
- Diretto da: Jack Shea
- Scritto da: Lloyd Turner and Gordon Mitchell

### Trama
I Willis propongono ai Jefferson di partecipare ad una riunione degli inquilini per chiedere miglioramenti al palazzo. George, che è stato preso dalla fissazione di possedere un pianoforte, è inizialmente contrario, ma ci ripensa quando gli dicono che alla riunione sarà invitato anche il signor Whittendale, il banchiere dell'attico che lui brama di conoscere da tempo per farci affari.
- Guest Star: Rozelle Gayle (Bill Simpson), Ivor Francis (Mr. Curtis)

## Una vecchia conoscenza
- Titolo originale: George's Skeleton
- Diretto da: Jack Shea
- Scritto da: Erik Tarloff (soggetto), Lloyd Turner, Gordon Mitchell, Erik Tarloff (sceneggiatura)

### Trama
Una vecchia conoscenza di George, un amico di Harlem, si rifà vivo dopo molti anni. Ha visto il nome di George sulle insegne delle lavanderie, ma lo scopo della sua visita non è propriamente amichevole.
- Guest Star: Moses Gunn (Monk Davis)

## Zio Tom
- Titolo originale: Lionel Cries Uncle
- Diretto da: Jack Shea
- Scritto da: Jim Carlson (soggetto), Lloyd Turner, Gordon Mitchell (sceneggiatura)

### Trama
Louise è felicissima per la visita di suo zio Ward, ma la sua gioia è guastata da Lionel e George. Lo zio Ward ha fatto per tutta la sua vita il maggiordomo, e per questo viene chiamato dai due "zio Tom". A seguito di un lungo discorso, ed anche grazie all'intervento dei Willis, le cose durante la giornata cambiano in meglio. George dimentica troppo spesso da dove è partito.
- Guest Star: Albert Reed (zio Ward)

## Il fidanzato di Mamma Jefferson
- Titolo originale: Mother Jefferson's Boyfriend
- Diretto da: Jack Shea
- Scritto da: Gordon Farr, Arnold Kane

### Trama
Mamma Jefferson ha da tempo un amico fisso, e annuncia a suo figlio l'intenzione di sposarlo quanto prima. George è contrario, e mentre parla ad Herbert per scoraggiarlo scopre che anche lui non è entusiasta delle nozze.
- Guest Star: Alvin Childress (Herbert Russell)

## Un incontro importante
- Titolo originale: Meet the Press
- Diretto da: Jack Shea
- Scritto da: Dixie Brown Grossman

### Trama
George vuole promuoversi e promuovere la sua attività, e pensa di farsi intervistare da un famoso giornalista che si occupa dei neri che hanno raggiunto il successo. La presenza un po' invadente dei Willis e di Mr Bentley rovina i suoi piani.
- Guest Star: Bo Kaprall (Mike Moreno), Carole Androsky (Tanya)

## La malattia dell'uomo ricco
- Titolo originale: Rich Man's Disease
- Diretto da: Jack Shea
- Scritto da: Bruce Howard

### Trama
George si fa visitare a causa di alcuni dolori e scopre di avere un'ulcera. Per non farlo innervosire Louise lo asseconda mettendo alla porta i Willis e Mr Bentley, ma le cose si complicano quando arriva, non attesa, Mamma Jefferson.
- Guest star: Ned Wertimer (Ralph)

## Ex vicini
- Titolo originale: Former Neighbors
- Diretto da: Jack Shea
- Scritto da: Art Baer, Ben Joelson

### Trama
George invita a cena un potenziale socio in affari facendo arrabbiare Louise, preavvertita solo a mezzora dall'appuntamento. George inoltre non sa che sua moglie ha incontrato una coppia di loro vecchi amici di Harlem, e che a sua volta li ha invitati a cena.
- Guest star: Ned Wertimer (Ralph), Ernie Lee Banks (Roy Simms), Maye Henderson (Natalie Simms), Santiago González (Coleman Harris)

## Tali padri tali figli
- Titolo originale: Like Father, Like Son
- Diretto da: Jack Shea
- Scritto da: Frank Tarloff

### Trama
Lionel è di nuovo alle prese con le conseguenze del nuovo stile di vita della famiglia. Sempre più influenzato dal modo di fare opportunista del padre, convinto che i soldi possano comprare tutto e tutti, vuole aiutare Jenny ad entrare in un comitato offrendo del denaro ai suoi dirigenti.

## Un ritorno inaspettato
- Titolo originale: Jenny's Low
- Diretto da: Jack Shea
- Scritto da: John Ashby

### Trama
Allan, il fratello di Jenny, torna dopo un viaggio attorno al mondo. Alla notizia la ragazza non sembra entusiasta di incontrarlo, e alla fine se ne scopre il motivo. Jenny non perdona a suo fratello di aver preso i caratteri di suo padre e di essere un bianco.
- Guest star: Andrew Rubin (Allan Willis), Danny Wells (Charlie)